# Estrelas Funestas
Estrelas Funestas é uma novela de Camilo Castelo Branco publicada inicialmente em 1862 no Porto.  Numa envolvente novela trágica, acompanham-se os infortúnios de uma família cujo destino é inexorável e funesto. Ao longo da narrativa, as personagens são conduzidas por eventos implacáveis em direção a um destino incontornável. A história desvela-se mediante uma teia de tragédias, explorando os desafios que moldam irremediavelmente o curso da vida desta família. Entre adversidades, a trama revela-se como um percurso inevitável em direção a um desfecho sombrio e inescapável. Esta obra de Camilo Castelo Branco, Estrelas Funestas, é classificada pelo autor como um romance.

## Enredo
Estrelas Funestas narra a tragédia de duas famílias tradicionais, a família de Gonçalo Malafaya e a de Maria Das Dôres, destinadas a se unirem em matrimónio antes mesmo do nascimento de Gonçalo e Maria. Apesar do pacto entre as famílias, o casamento é marcado por falta de amor, desencadeando desavenças. Gonçalo e Maria, já comprometidos com outros amores, mantêm-se presos ao passado, gerando conflitos familiares.
O nascimento da filha, Maria Henriqueta, inicialmente traz algum alívio. No entanto, a relação dela com os pais é conturbada. Gonçalo, considerado um bom homem, é amado pela filha, enquanto Maria das Dôres, inicialmente monstruosa, não sabe lidar com a maternidade. Gonçalo leva Maria Henriqueta para Lisboa, afastando-a da mãe. A filha torna-se a reconciliadora, mas, ao crescer, acaba provocando a separação dos pais ao se envolver com um jovem cadete.
O segundo ato revela a trama principal. Gonçalo, antes justo, torna-se ambicioso, planeando casar Maria Henriqueta com o Conde de Monção. Maria das Dôres, agora protetora, defende a liberdade da filha, opondo-se ao marido. A história se desenrola com a resistência de Maria Henriqueta ao casamento arranjado.
O destino trágico, anunciado desde o início, atinge a família com eventos sequenciais. A filha de Maria Henriqueta morre, e em Espanha, o Conde de Monção assassina Filipe Osorio. Maria Henriqueta se isola num mosteiro de Arouca, onde passa os últimos dias, vítima dos interesses do pai. Maria das Dôres, devota, sobrevive doze anos após os trágicos eventos, sendo testemunha das consequências de uma vida marcada por ambições e destinos implacáveis.

## Personagens
- Gonçalo Malafaya-inicialmente retratado como um bom homem, um fidalgo honrado e primo e marido de Maria das Dôres.[3]
- Maria das Dôres-retratada como intratável e monstruosa, mas transforma-se, a mulher fatal.[4][3]
- Maria Henriqueta-Protagonista, angelical, filha de Maria das Dôres e Gonçalo Malafaya.[4]
- Filipe Osorio Guedes-jovem galã e amante de Maria Henriqueta.[3]

## Análise

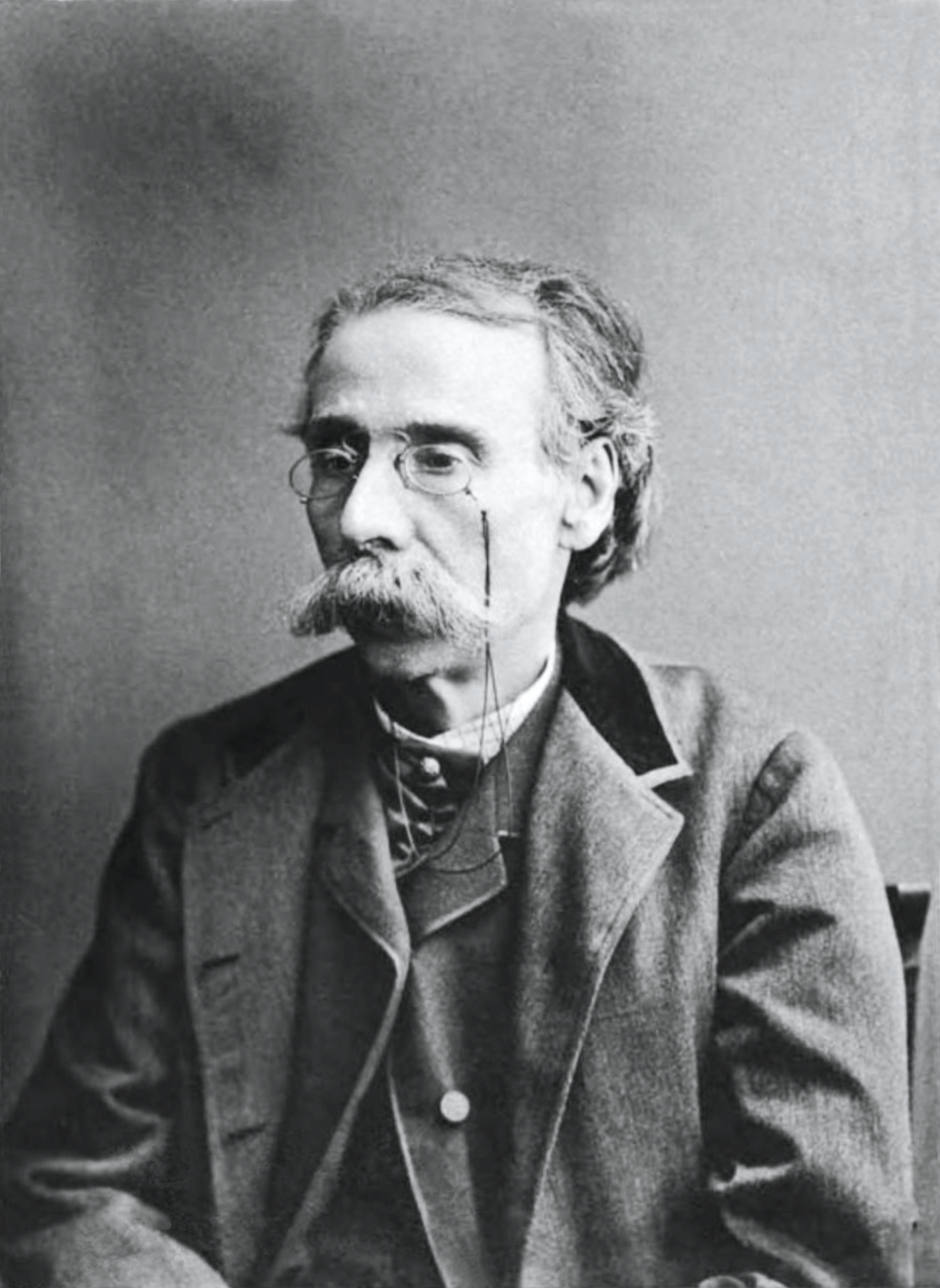

### Aspetos Autobiográficos
Camilo Castelo Branco viveu uma vida tumultuada, com altos e baixos, incluindo desafios pessoais e problemas amorosos. Esses elementos influenciaram indiretamente as suas criações literárias. Estrelas Funestas reflete muitos dos temas recorrentes nas obras de Camilo, como o destino trágico, o conflito entre o amor e os compromissos sociais, e a influência da sociedade na vida das personagens. Embora esta novela não seja uma autobiografia literal, contém ‘nuances’ e inspirações da vida pessoal e das experiências do autor.

### Corrente Literária

#### ORomantismo e a Novela Camiliana
O romantismo evidenciado em Estrelas Funestas contrasta com o Classicismo, destacando-se pelo uso de uma linguagem mais informal, próxima do coloquial. A obra adota uma abordagem subjetiva, valorizando opiniões e expressões de pensamento conforme as perceções individuais, em detrimento da objetividade. Maria Henriqueta, em busca da liberdade de escolha para seu casamento, é apoiada pela mãe, que também defende o direito de escolha da filha..
O sentimentalismo marca presença na narrativa, privilegiando os sentimentos em detrimento do racionalismo. O amor entre Maria Henriqueta e Filipe é apresentado como uma das razões para sua morte física e simbólica. A obra revela uma intensa expressão de infelicidade, melancolia e a idealização da mulher, da sociedade e do amor, acompanhada por uma constante saudade da infância.
No contexto literário, Estrelas Funestas enquadra-se no género em que Camilo Castelo Branco mais se destacou: a novela. Este género é caracterizado pela condensação da ação, do tempo e do espaço, assim como um ritmo acelerado no desenvolvimento da intriga. A narrativa da novela geralmente segue uma linha temporal linear, com descrições rápidas de cenários e personagens, diferenciando-se do romance nesse tratamento mais conciso das características narrativas.